# لیف اینترنشنال
لیف اینترنشنال (انگلیسی: Leaf International) شرکت صنایع غذایی هلندی سوئدی است، که در سال ۱۹۴۰ تأسیس شد.